# Panasówka (hromada Załoźce)
Panasówka (ukr. Панасівка) – wieś na Ukrainie w rejonie tarnopolskim należącym do obwodu tarnopolskiego. 
W II Rzeczypospolitej miejscowość w powiecie zborowskim województwa tarnopolskiego.
15 października 1945 r nacjonaliści ukraińscy z OUN-UPA, którzy dotarli tu z Wołynia, zamordowali 30 Polaków.
Do 2020 w rejonie zborowskim.